# گلادستون، مانیتوبا
گلادستون (به انگلیسی: Gladstone) یک منطقهٔ مسکونی در کانادا است که در منیتوبا واقع شده‌است. گلادستون ۸۸۹ نفر جمعیت دارد.